# Kalksandsteinfabrik H.F. Kistner

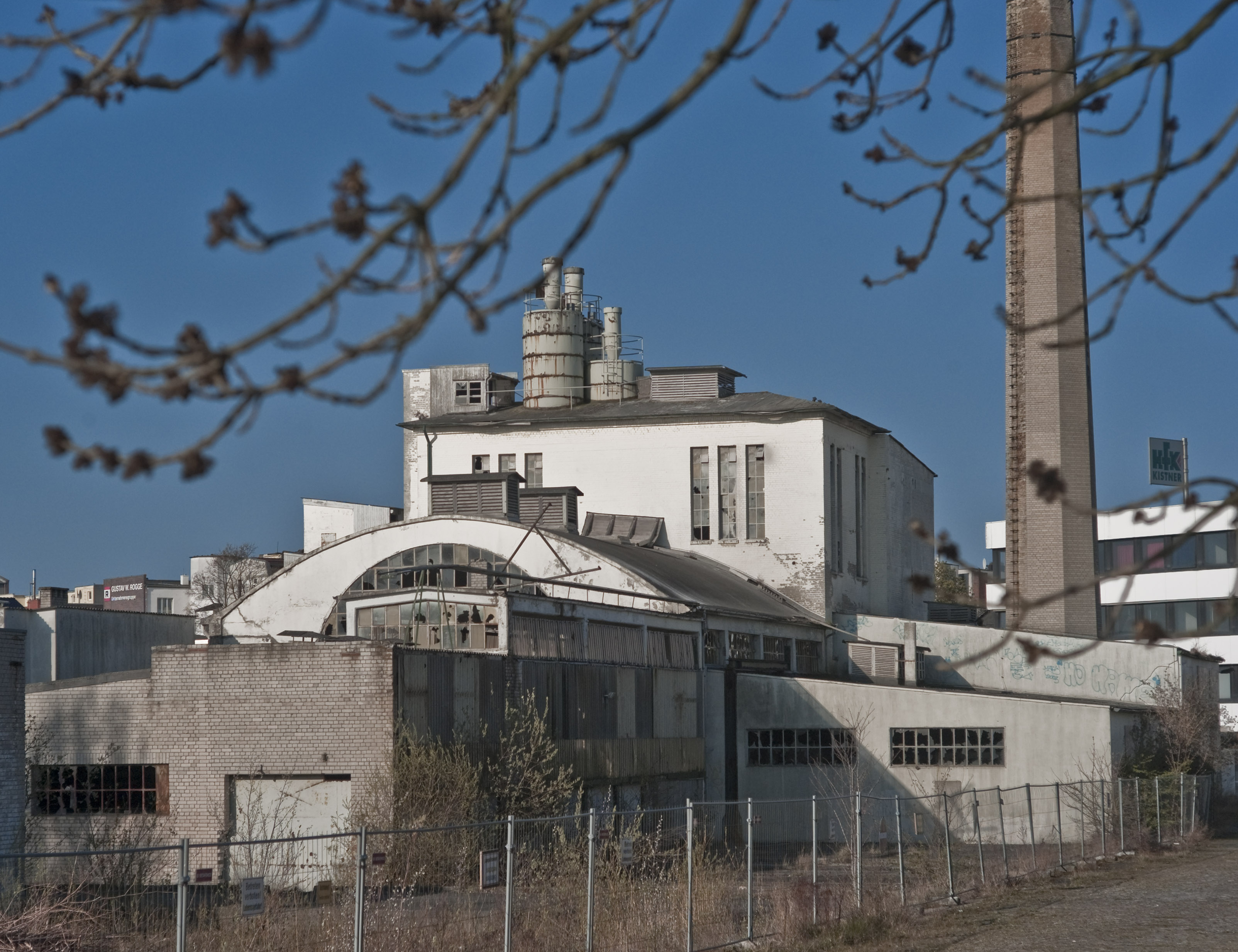
Kalksandsteinfabrik der Firma Kistner

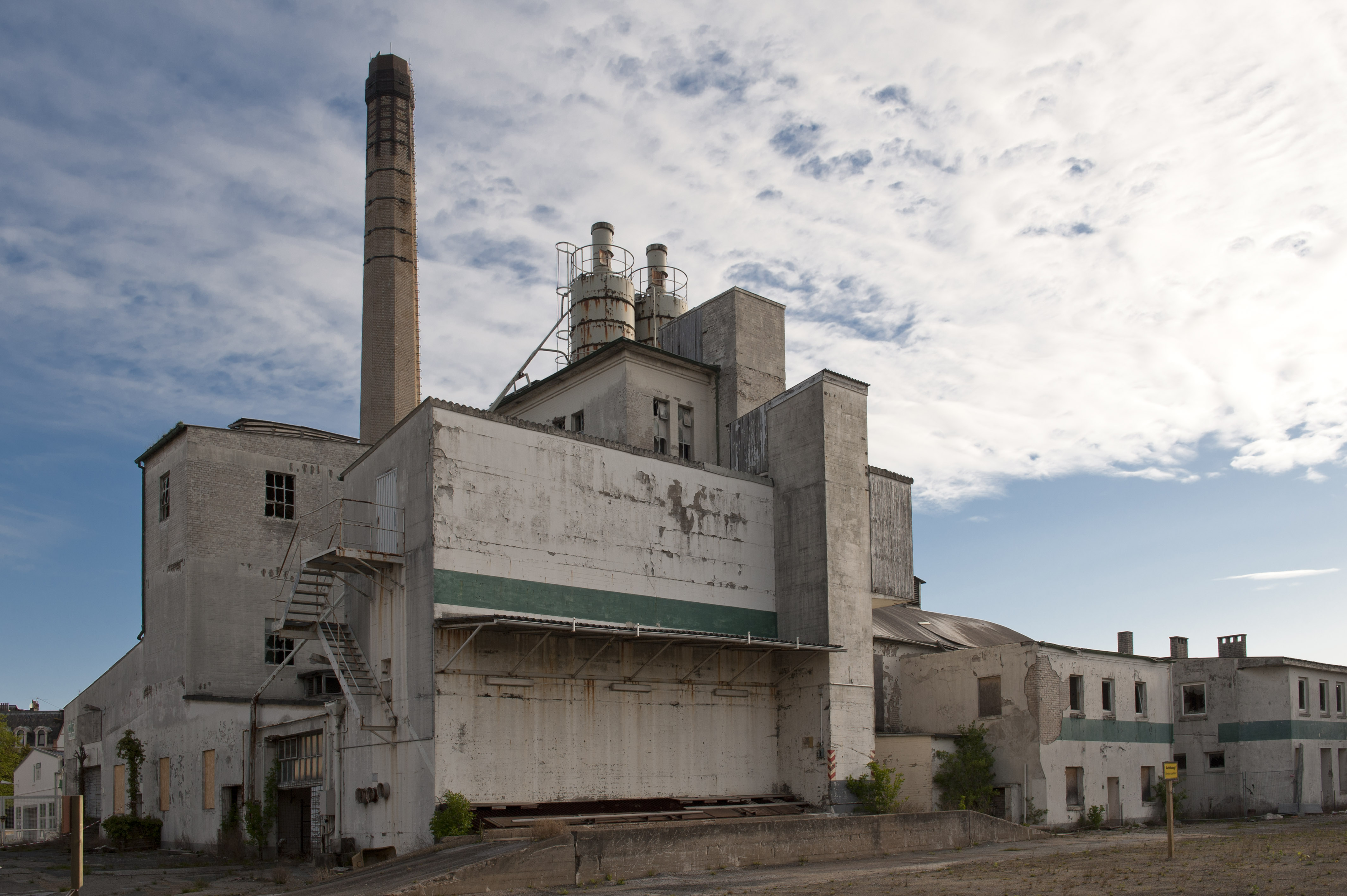
Fabrikgebäude

Die Kalksandsteinfabrik H.F. Kistner in Bremerhaven-Lehe, Hafenstraße 56 bis 60 / Ecke Werftstraße, wurde 1903/04 gebaut.
Das Gebäude steht seit 2009 unter Bremer Denkmalschutz.

## Geschichte
Kalksandstein ist ein künstlich hergestellter Mauerstein aus Sand sowie Kalksilikathydraten als Bindemittel. Erfinder des Herstellungsverfahrens war der Arzt und Naturwissenschaftler Anton Bernhardi. Die industrielle Produktion des Kalksandsteins in Norddeutschland begann 1894 in Neumünster.
Das Baugeschäft H. F. Kistner errichtete bis 1904 in Lehe-Klushof auf seinem Lagerplatz an der Geeste die Kalksandsteinfabrik. Kistner erkannte als erstes Baugeschäft an der Unterweser das Potenzial des Baustoffs. Es hat seit 1904 jährlich 12 bis 20 Millionen Steine gepresst. Das Unternehmen experimentierte bei der Weiterentwicklung der Produktionsverfahren und der Verwendung des neuen Baustoffs. Zunächst wurden Baugenehmigungen nur unter erschwerten Auflagen erteilt; Druck- und Feuerfestigkeit mussten geprüft und nachgewiesen werden.
1905/06 entstanden an der Hafenstraße 44 bis 48 durch Kistner die heute denkmalgeschützten Wohngebäude; weitere folgten wie u. a. an der Friedrich-Ebert-Straße, der Hinrich-Schmalfeld-Straße (1905) und auch als Villen. Kistner gehörte mit dem Vertriebssyndikat Steinverkauf Unterweser von 1910 zu den führenden Baustoffproduzenten der Region. Carl Kistner (1855–1918) war von 1908 bis 1910 Vorsitzender des Vereins der Kalksandsteinfabriken. Sein Bruder Heinrich Kistner (1863–1937) und dessen Sohn Heinrich Kistner (1919–1990) prägten 150 Jahre lang im Mietshausbau und später als Großunternehmen im Hoch- und Tiefbau das Bauen in Lehe, Bremerhaven, Geestemünde sowie in Bremen.

## Entwicklung des Kistnergeländes
Das Unternehmen war 2005 insolvent. Mit europaweiten Ausschreibungen der Seestadt Bremerhaven sollte für die Immobilie eine neue Nutzung gefunden werden, was aber wegen Altlasten, Verdacht auf Kampfmittel, Erhaltungsauflagen, mangelhafter Uferbefestigung, schlechtem Baugrund, Bauschäden und somit zu hohen Kosten zunächst scheiterte. 2013 wurde dann von der Procon Ingenieurgesellschaft eine Projektentwicklungsstudie zur Machbarkeit erstellt. Durch einen Ideenwettbewerb der Stadt wurde ein städtebauliches Konzept gefunden; Wettbewerbssieger waren die Architekten und Stadtplaner Spengler & Wiescholek. Das Gelände wurde bzw. wird aus Mitteln des Europäischen Fonds für regionale Entwicklung (EFRE), der Städtebauförderung (Stadtumbau West) sowie aus städtischen Mitteln unter Projektsteuerung der Bremerhavener Investitionsgesellschaft (BIS) hergerichtet. Ab 2018 fanden Abbrucharbeiten, Altlastenentsorgung, Sanierungsmaßnahmen (Gebäude, Schornstein) und der Bau eines Verbrauchermarktes an der Hafenstraße statt. Nach 2020/21 wollen die Wohnungsgesellschaften Stäwog und Gewoba die ersten vier Geschosswohnungsbauten errichten. Ein Skatepark, die Sanierung der Werftstraße, die Hochwasserschutzmauer mit Begrünung und Teile der Freiflächen wurden inzwischen realisiert.

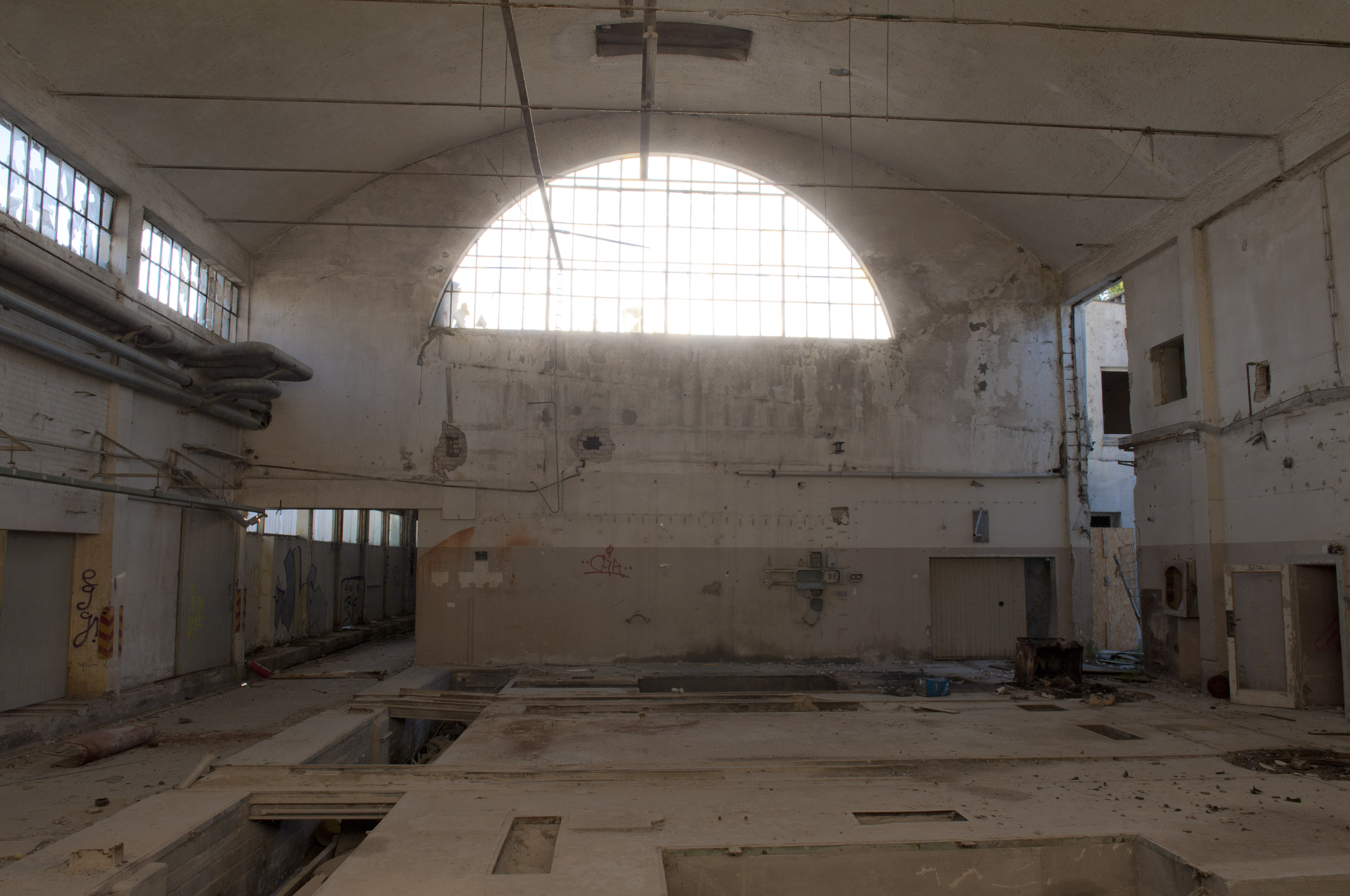
Pressenhalle
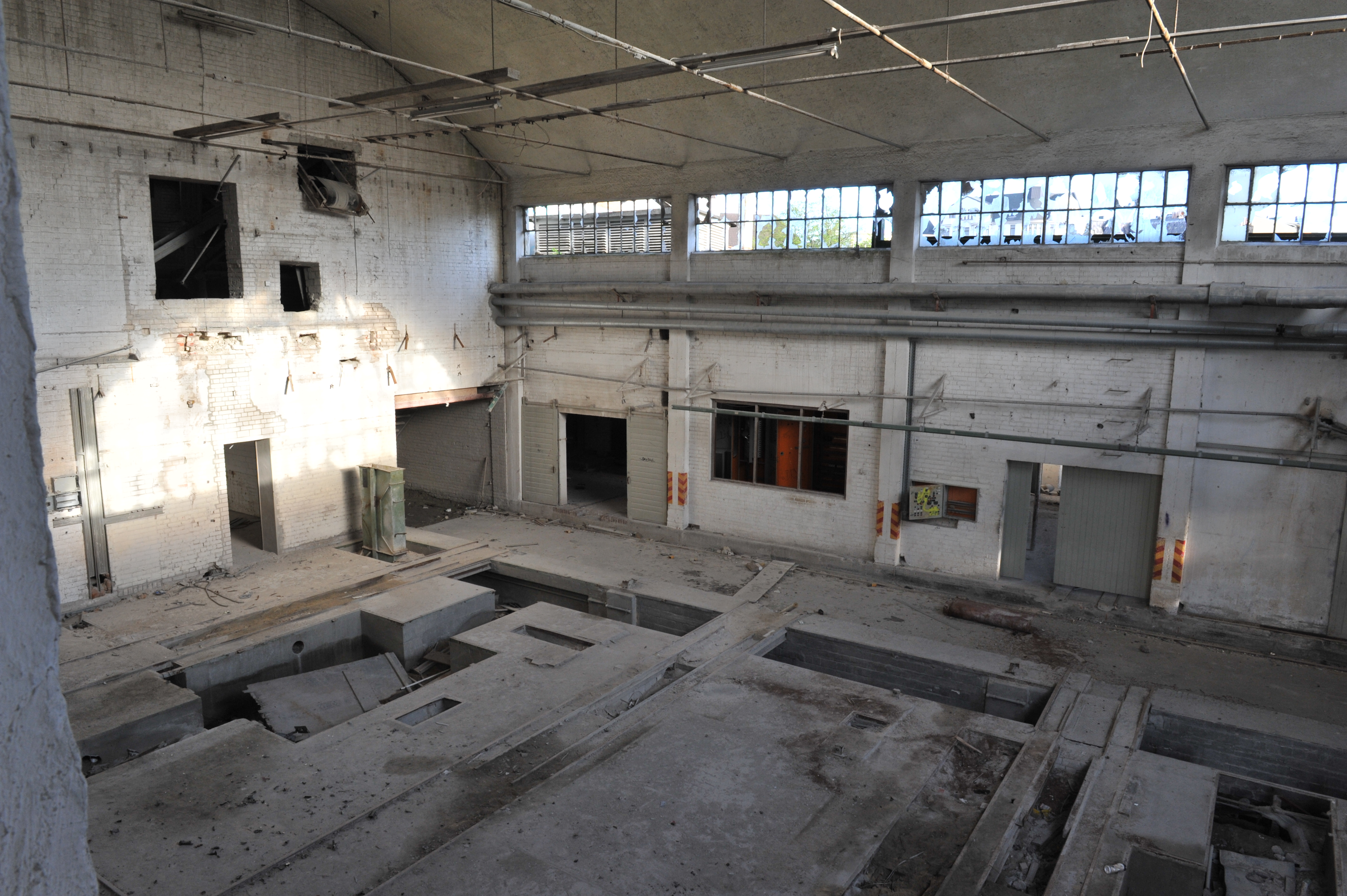
Halle
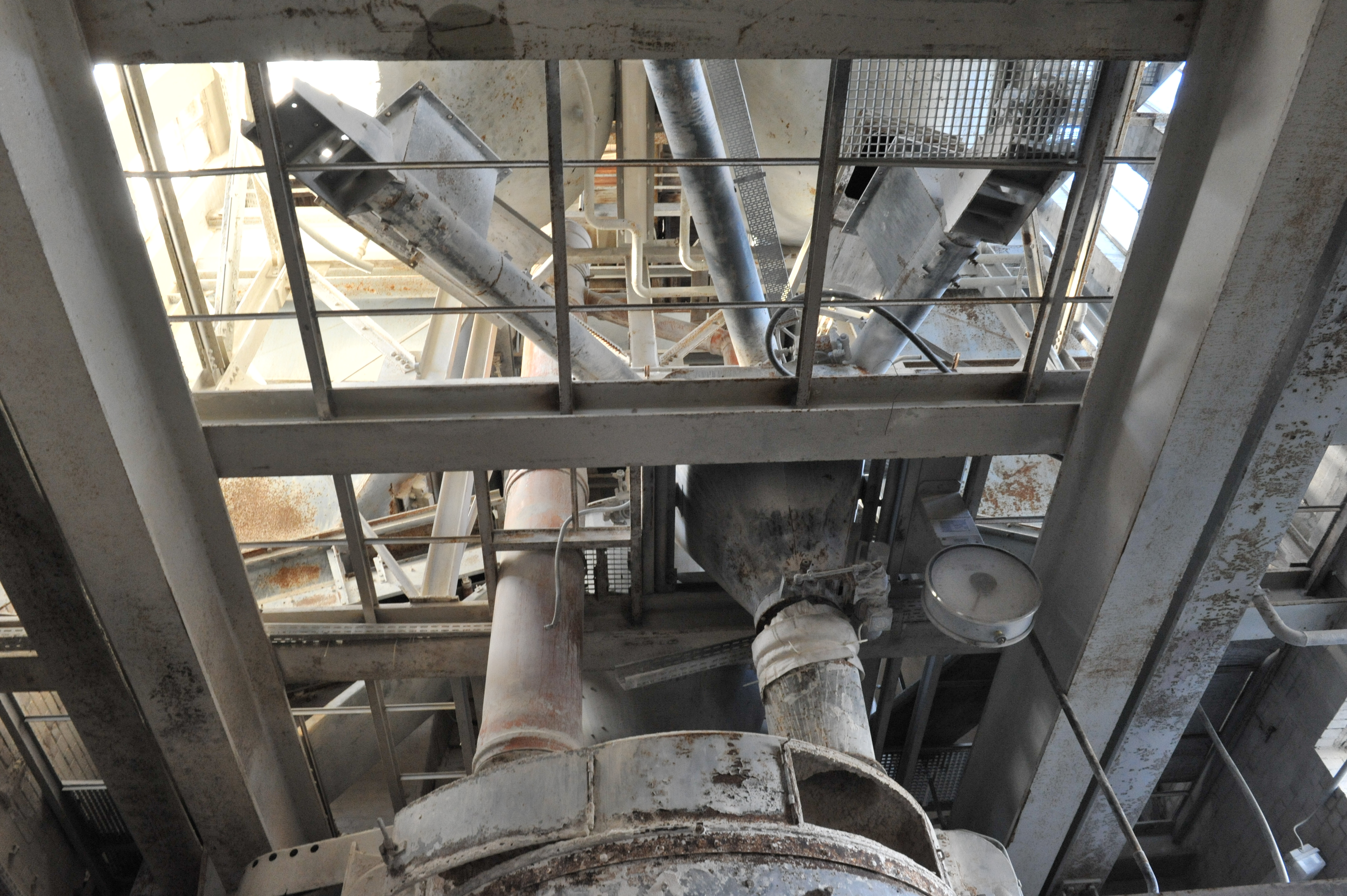
Anlage
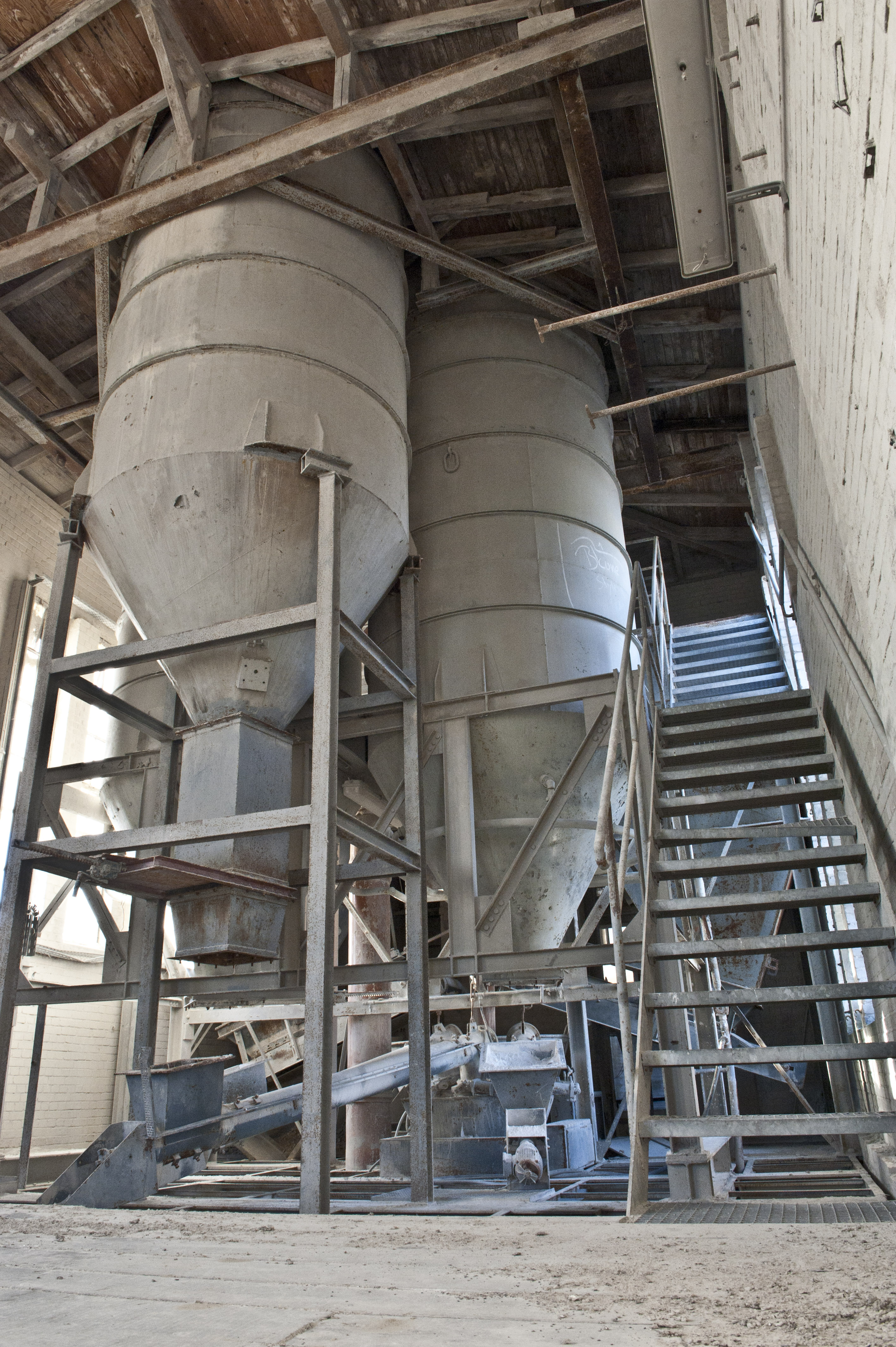
Silo
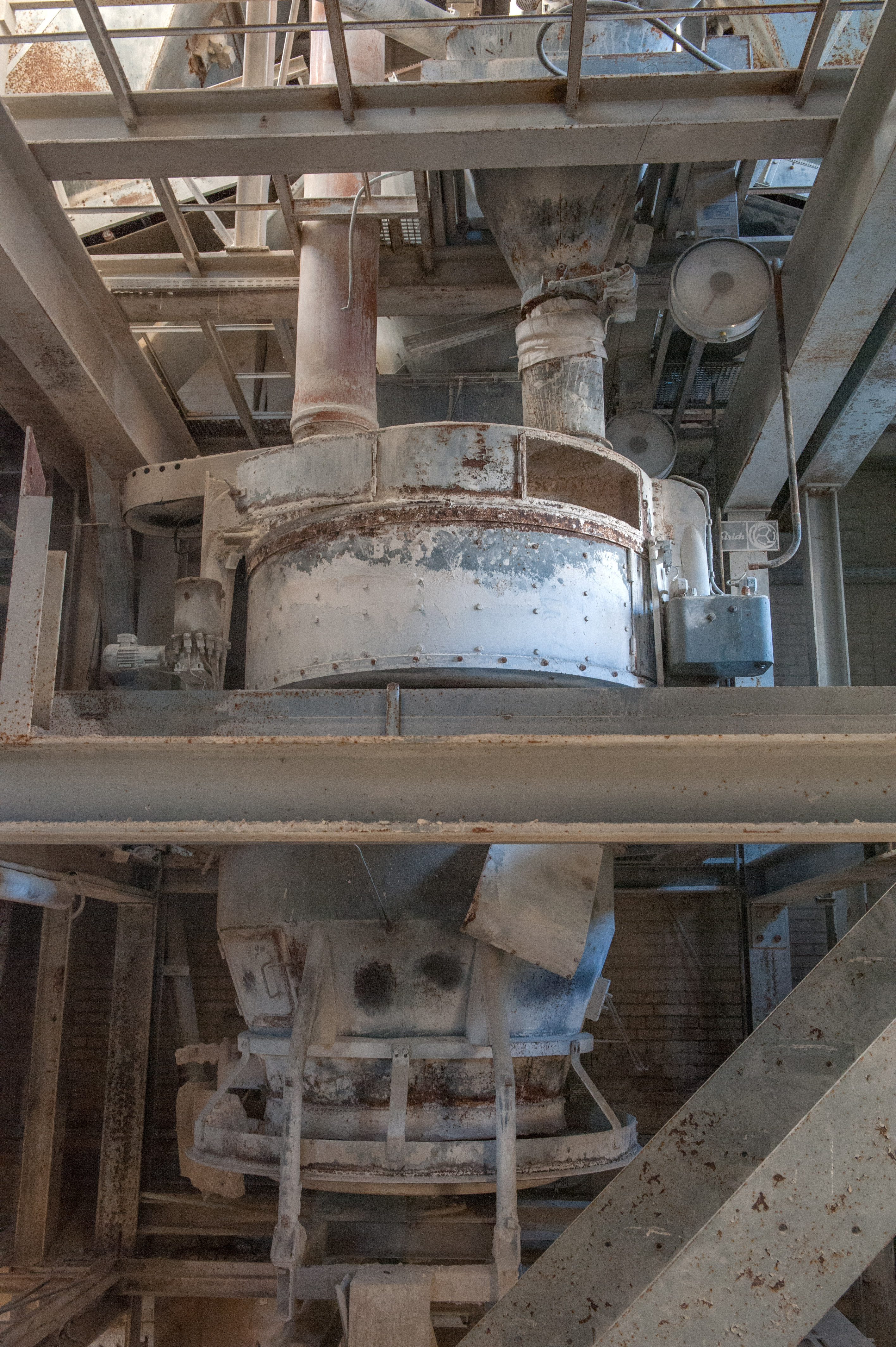
Anlage
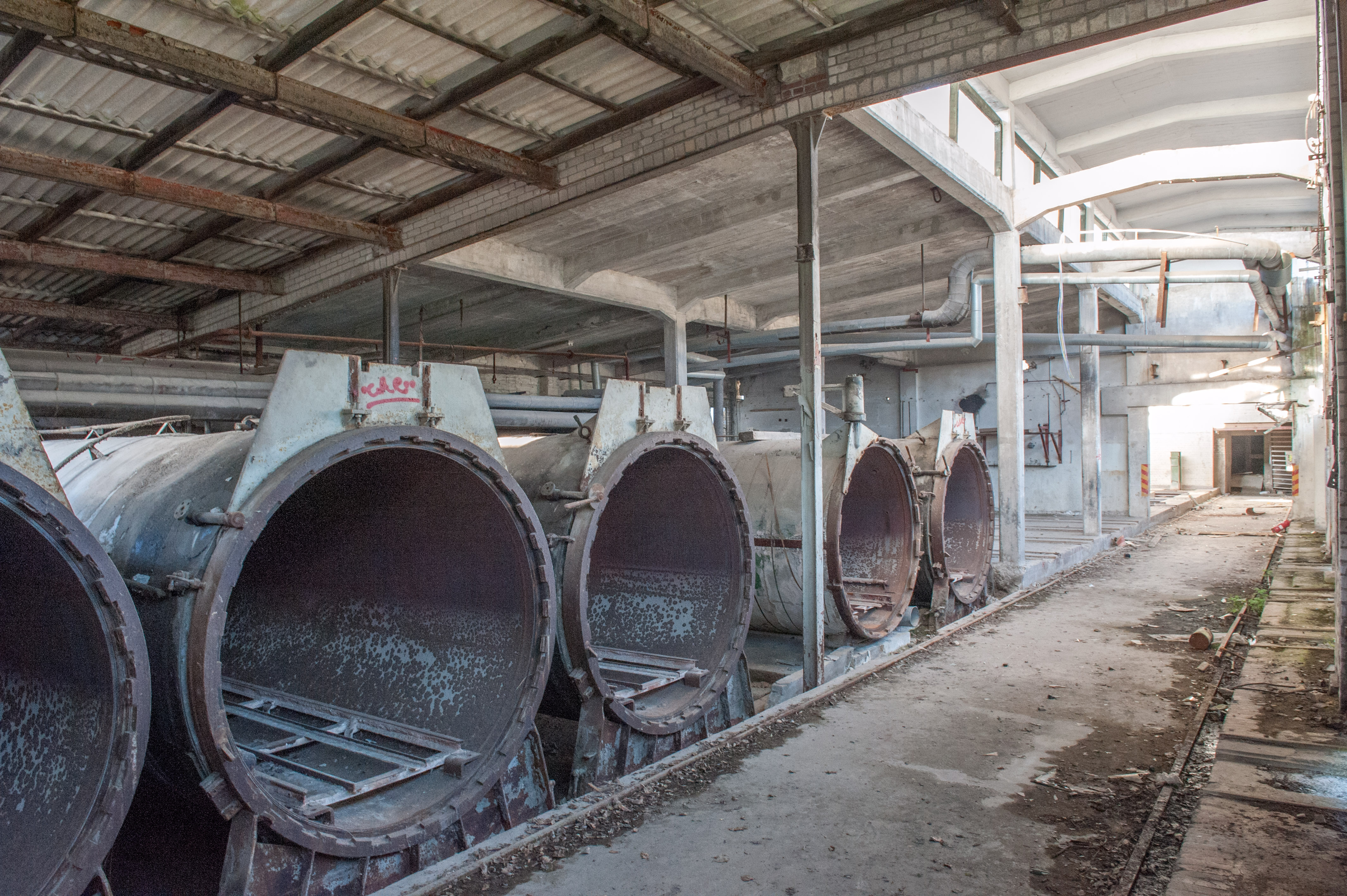
Autoklaven
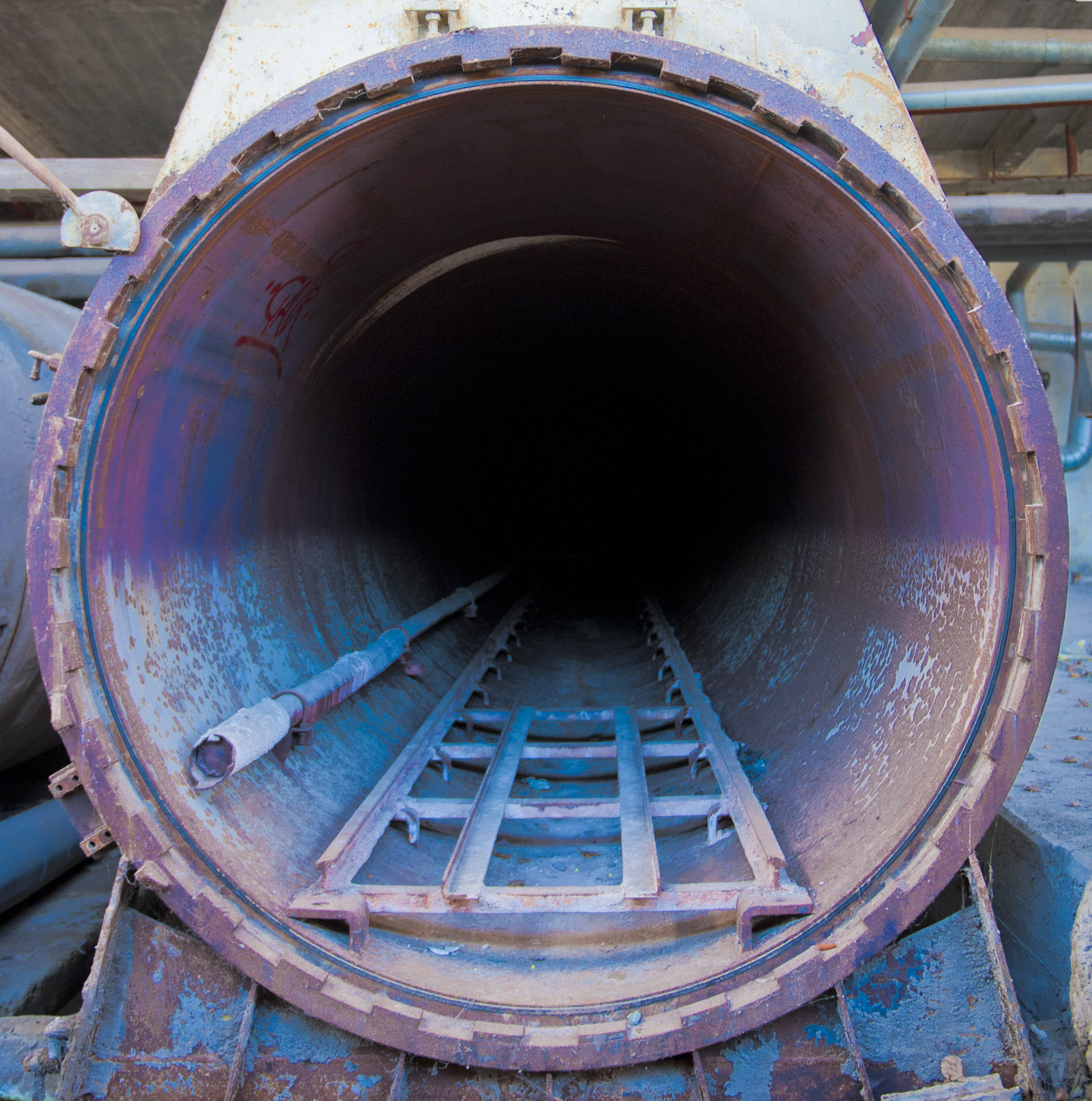
Autoklav
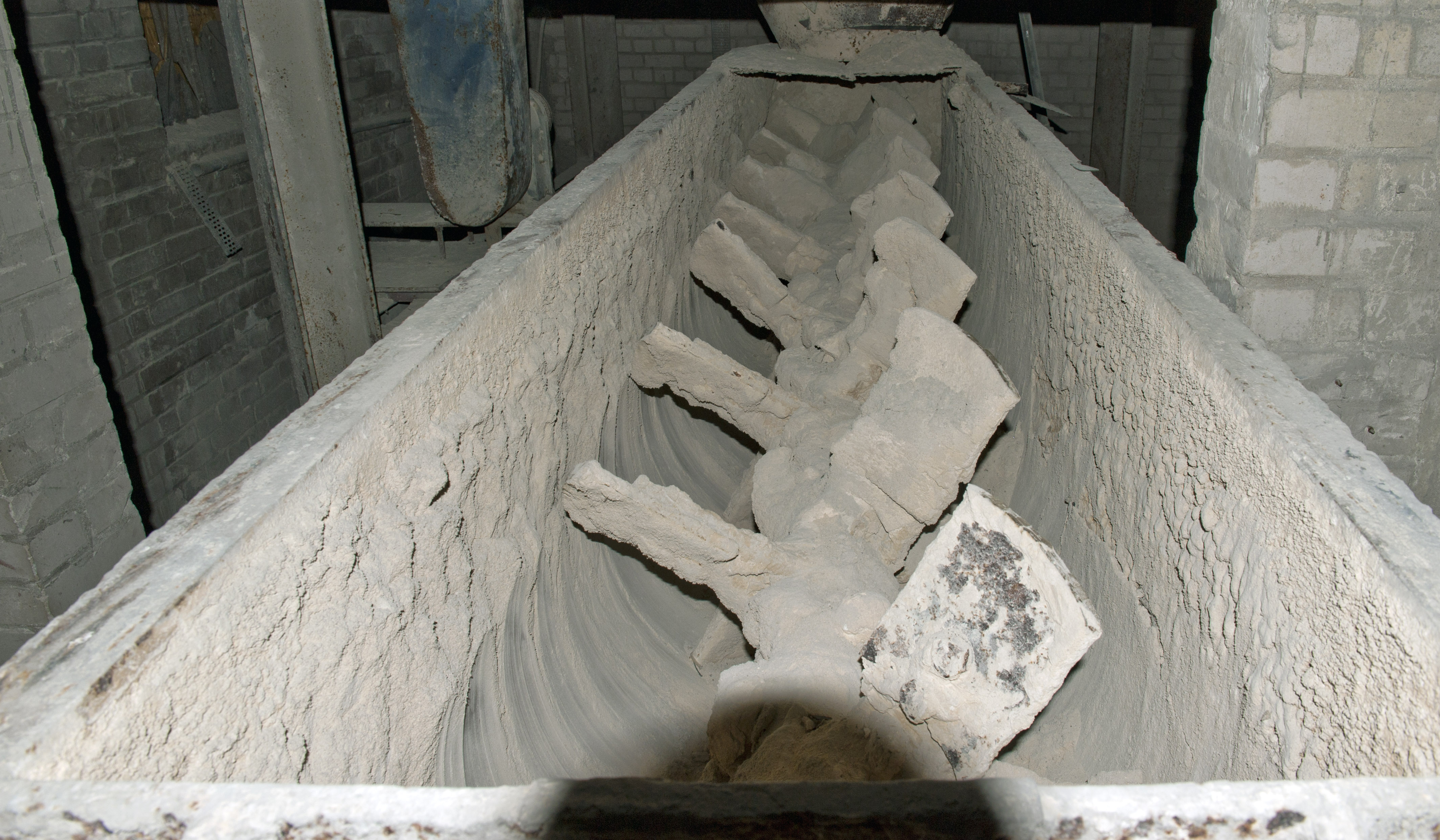
Mischer
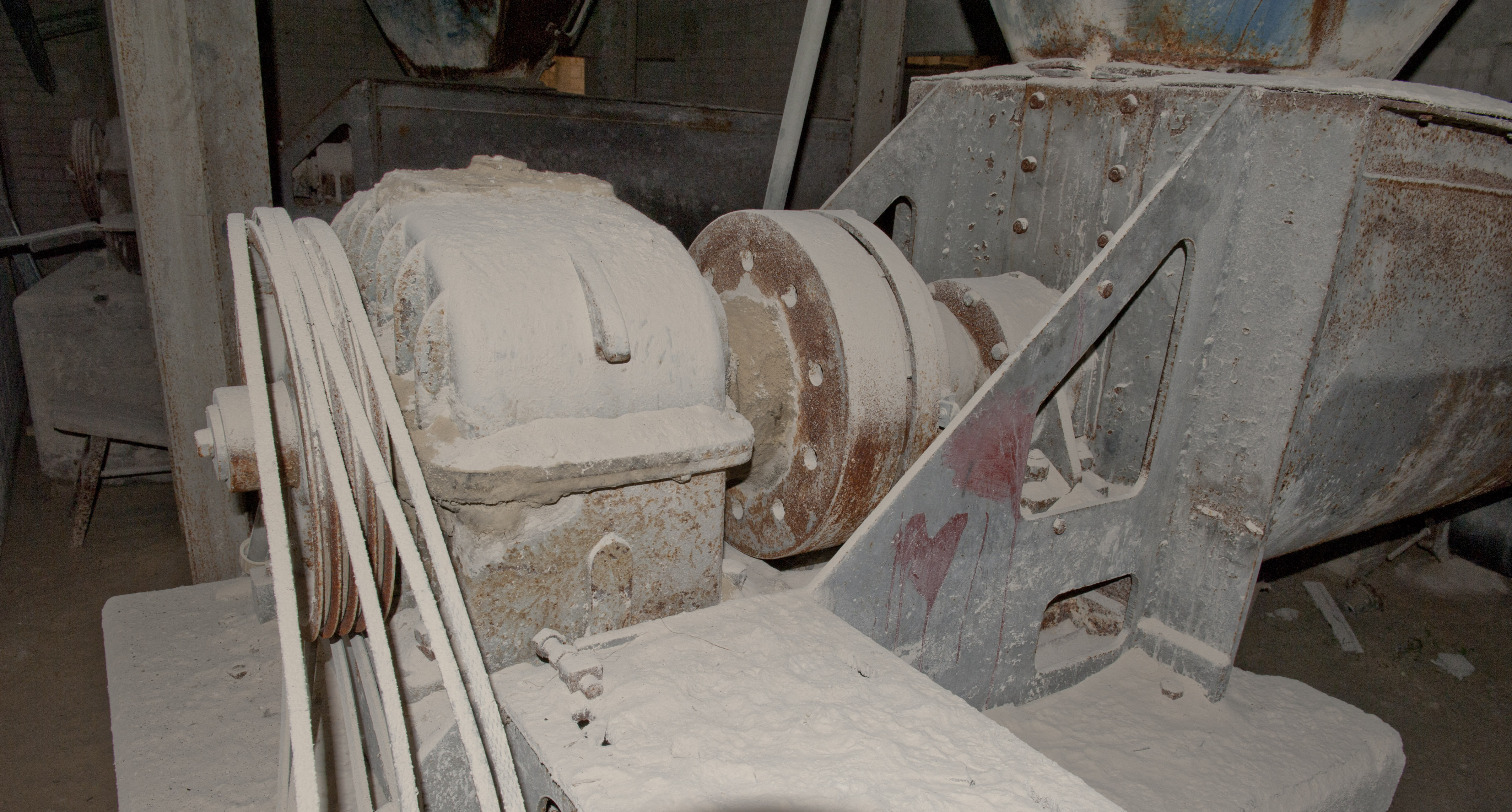
Antrieb
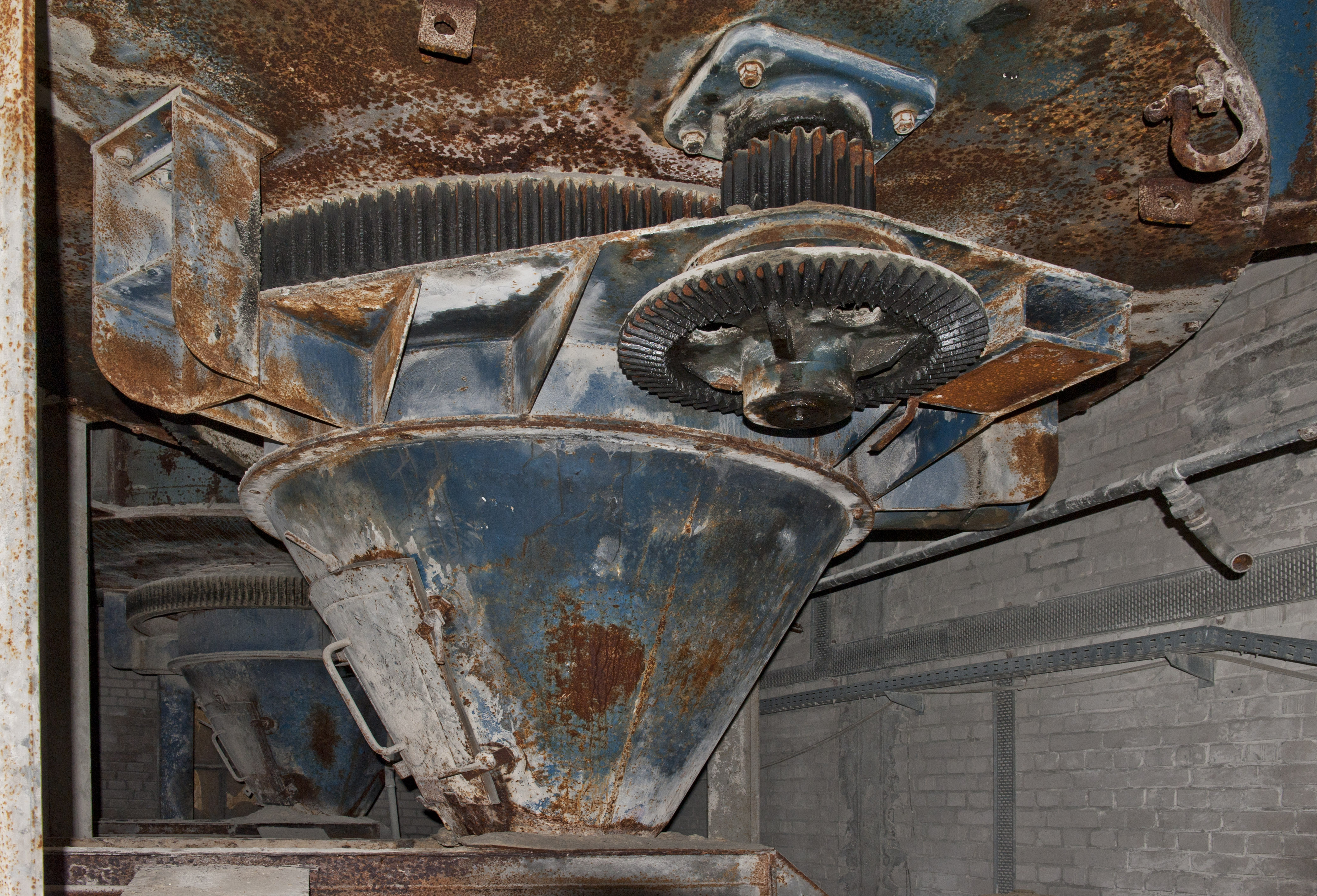
Einfülltrichter
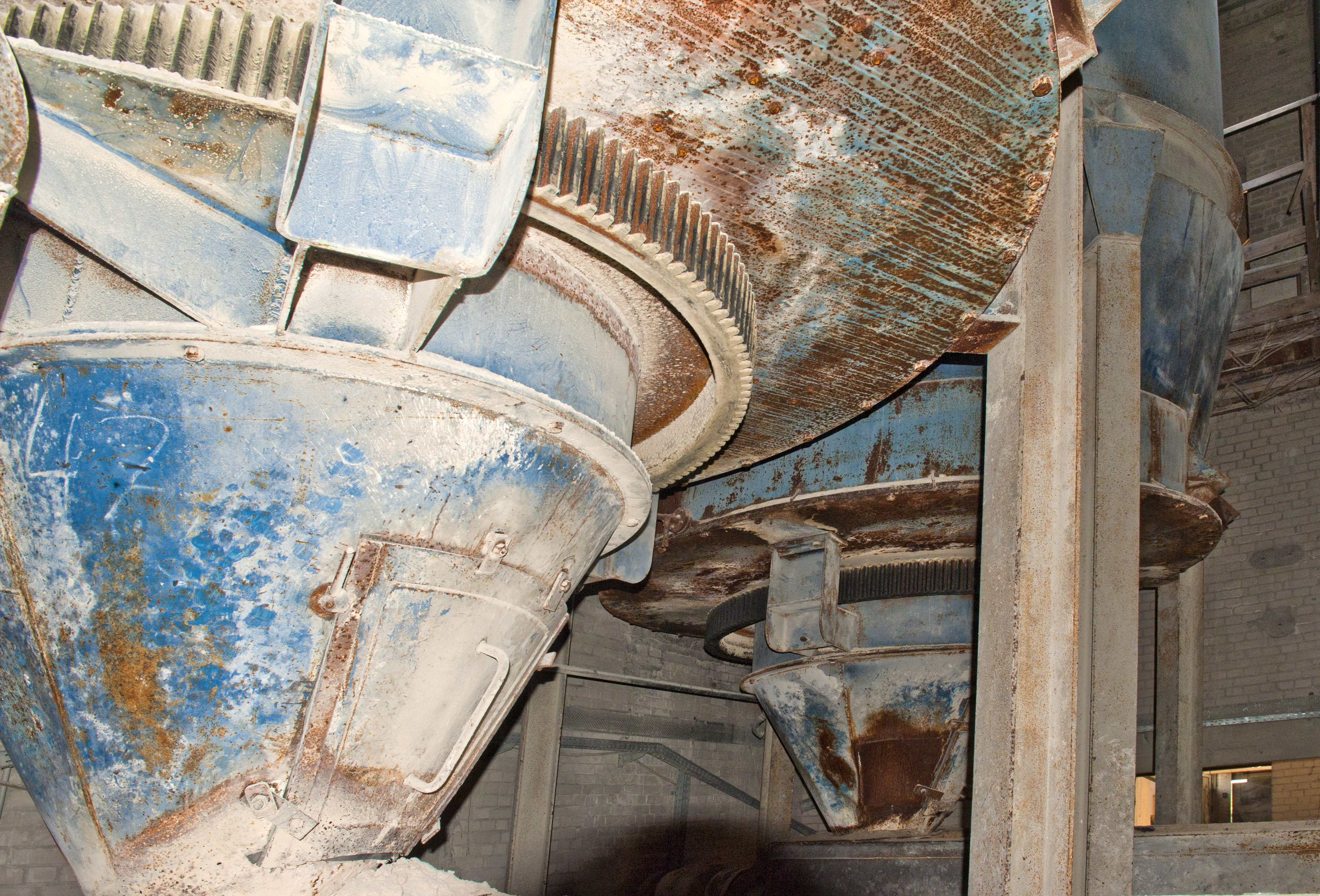
Detail
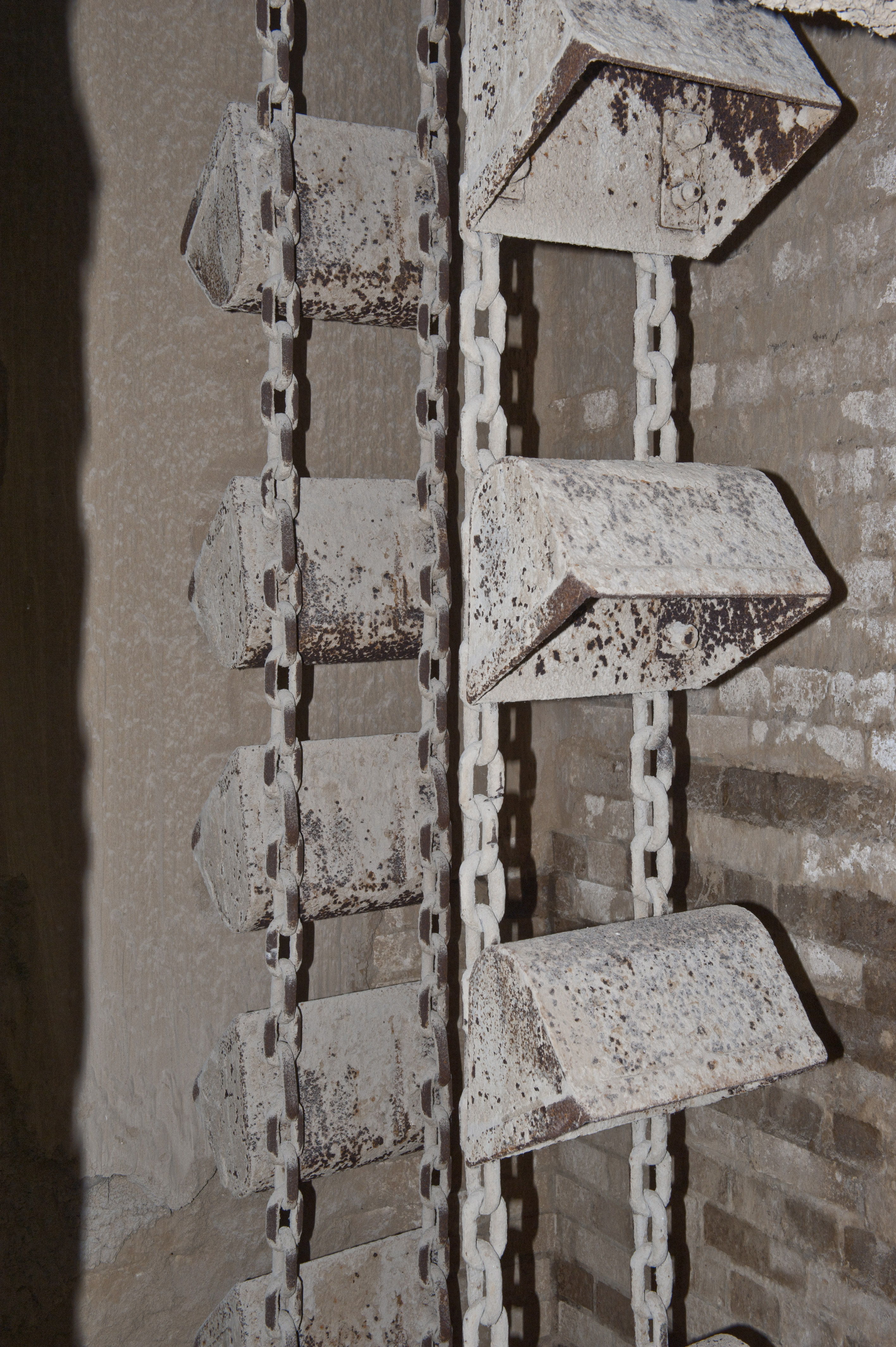
Materialaufzug